# Renato Albertini
 (août 2024).
Pour les articles homonymes, voir Albertini.
Renato Albertini (15 septembre 1928, Parme - 2 juillet 2006, Parme) est un homme politique italien.

## Biographie
Renato Albertini nait à Parme en 1928. Durant la Seconde Guerre mondiale, il entre dans la résistance italienne et adhère au Parti communiste italien. Il obtient également son diplôme en jurisprudence.
Il s'engage ensuite dans la vie politique et devient vice-maire de la ville de Parme (chef-lieu de la province du même nom). Par la suite, il devient un des membres du conseil régional de la région d'Émilie-Romagne.
Il est élu député de la Chambre de la République italienne durant la XIe législature de la République italienne (pour le collège électoral de la ville de Parme) puis sénateur pendant la XIIIe législature de la République italienne (pour les collèges électoraux de Vignola et Pavullo nel Frignano). Ces deux mandats sont effectués en tant qu'un des principaux dirigeants au niveau national du Parti de la refondation communiste, après qu'il a été un des principaux dirigeants du Parti communiste italien, disparu en 1991.

## Sources
- (it) Cet article est partiellement ou en totalité issu de l’article de Wikipédia en italien intitulé « Renato Albertini » (voir la liste des auteurs).
- (it) « Albertini Renato », sur Site officiel de la Chambre des députés de la République italienne (consulté le 3 mai 2016).
- (it) « Renato Albertini », sur Site officiel du Sénat de la République italienne (consulté le 3 mai 2016).